# وحيد المتغير
في الرياضيات، يصف التعبير وحيد المتغير (بالإنجليزية: Univariate)‏ عبارة أو معادلة أو دالة أو متعددة حدود عدد متغيراتها يساوي الواحد.